# 国井善弥

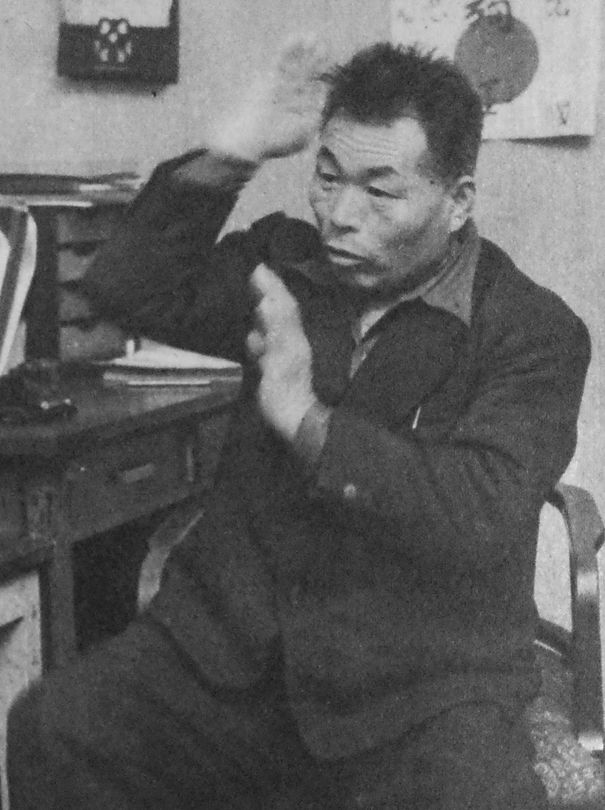
1953年頃の本人

国井 善弥（國井 善彌、くにい ぜんや、1894年1月20日 - 1966年8月17日）は、昭和の日本の武術家。鹿島神流第十八代宗家。福島県いわき市常磐関船町宿内出身。本名は道之。昭和の今武蔵と呼ばれた。

## 人物
祖父の16代国井新作、父の17代国井英三により、幼少期から家伝の鹿島神流（鹿島神伝直心影流）を教わる。父の命で19歳で外に出て佐々木正之進から新陰流剣術、栖原邦泰から馬庭念流剣術、妙道流柔術を師事。鹿島神流を大成させる。
その後、第1次世界大戦に徴兵され、卓越した武術が軍内で評判となり、陸軍戸山学校の教官に任じられる。中山博道らと共に古流武術を組み直し、戸山流片手軍刀術を開発。成果を上げたことにより校庭に本人の銅像が建立された。
退役後、東京都北区滝野川に道場を開き、「道場破り歓迎」の看板を掲げ「他流試合勝手たるべきこと」とし、幾多の他流試合を相手の望む通りの条件で受けながらも勝ち続け、生涯不敗であったという。剣や棒など武器を取らせても、武器を持たない柔道家や空手家から挑戦を受けても、國井は戦う前から勝負が決しているかのごとく一本を取るのが常であった。武道界からは異端視されたが、日本古武道の強さを体現した武人だった。
墓所はいわき市常磐関船町にある勝蔵院。葬儀は神葬祭で行われた。

## 弟子
関文威（鹿島神流第十九代師範家、筑波大学名誉教授）、田中茂穂 (武道家)、稲葉稔 (武道家)、野口弘行、平澤誠太郎ほか。

## エピソード
『大菩薩峠』机竜之助のモデル
中里介山は、「音無しの構え」を得意とする、国井に出会ったことで『大菩薩峠』の主人公、机竜之助を書いたという説がある。
GHQ教官との試合
太平洋戦争（大東亜戦争）終戦後、GHQから米海兵隊の銃剣術の教官と日本の武道家との試合の申し出があった。日本武道の誇りと名誉がかかった一戦であり、おいそれと負けるわけにはいかない。このため対戦する武道家は実戦名人であることが求められた。また、米海兵隊の銃剣術教官は徒手での格闘術も訓練されているため、剣術のみではなく武器を持たない場合でも強いことが求められた。この条件に、政治家（国務大臣）であり武道家（弘前藩伝の小野派一刀流剣術・神夢想林崎流居合・直元流大長刀術の宗家）でもあった笹森順造は、武道家の間では異端とされていた國井善弥に白羽の矢を立てた。國井は木刀を持って銃剣を持った米海兵隊教官との立会いに臨む。試合が開始されるやいなや國井は相手の攻撃を見切って木刀で制し身動きの取れない状態へと持ち込む。これは圧倒的な実力差であり、米海兵隊教官に負けを認めさせるに十分であった。この試合が実施された当時、GHQは武道が軍国主義の発達に関連したと考え、武道教育禁止の措置を取っていたため、後年、この試合が武道教育禁止の措置の解除のきっかけとなったという話が広まったが、この試合の結果と武道教育禁止の措置の解除に関係があるかどうかは定かでない。ただし、日本武道の名誉をかけた一戦に実戦名人として國井善弥が選ばれたことは特筆すべき点である。
佐々木正之進の内弟子として
修行時代、新陰流免許皆伝の佐々木正之進という武術家の内弟子になった。内弟子になった次の日から、佐々木は國井に「何を持って来い、何もついでに」という指示を出す。「何」と言われてもまったく見当が付かないが、これは相手の思っているところを察知する心眼獲得のための修行だったのだという。師の命令は次第に「何を何して、何は何々」と曖昧さを増すようになったが、國井はかなりの確率で師の意思を掴むことができるようになった。この修行が立会いにおいて、相手の動きを事前に読みきる能力に活かされたという。
奉納演武出入り禁止
明治神宮での奉納演武の際、他流派に立会いを求めたため、その後数年奉納演武に出入り禁止になった。

## その他
鹿島神流十八代宗家を名乗るも、過去の古文書がすべて失伝しており、国井が学んだ新陰流などを元に新しく作られた流派ではないかとする説もある（詳細は鹿島神流を参照）。